# Les Tigres (téléfilm)
 (août 2016).
Si vous disposez d'ouvrages ou d'articles de référence ou si vous connaissez des sites web de qualité traitant du thème abordé ici, merci de compléter l'article en donnant les références utiles à sa vérifiabilité et en les liant à la section « Notes et références ».
Pour plus de détails, voir Fiche technique et Distribution.
Les Tigres (Tiger Town) est un téléfilm de la collection des Disney Channel Premiere Films, de 76 minutes, réalisé par Alan Shapiro et diffusée en octobre 1983.
C'est le premier film de la collection des Disney Channel Premiere Films, rebaptisé par la suite Disney Channel Original Movie.

## Synopsis
L'histoire parle d'Alex, un jeune garçon de 12 ans. Lui et son père ont une passion pour l'équipe de baseball de Détroit Les Tigres. Mais un jour son père perd la vie, mais Alex garde sa passion intacte pour le baseball et conserve tout ce que lui a appris son père. Les Tigres engagent mal la nouvelle saison mais les prières d'Alex semblent mener son équipe favorite à la victoire.

## Fiche technique
- Titre original : Tiger Town
- Titre français : Les Tigres
- Réalisation : Alan Shapiro
- Scénario : Alan Shapiro
- Photographie : Robert Elswit
- Société de production : Walt Disney Television
- Société de distribution : Disney Channel
- Pays d’origine :  États-Unis
- Langue originale : anglais
- Format : couleur - 35 mm - 1,33:1 - Son : Mono
- Genre : Sport, Drame
- Durée : 76 minutes
- Lieu de tournage : Tiger stadium[2]
- Dates de sortie :
  -  États-Unis : 9 octobre 1983 (téléfilm)
  -  États-Unis : 8 juin 1984 (Cinéma - Sortie limitée)

## Distribution
- Bethany Carpenter :
- Lindsay Barr :
- Dave Bokas :
- Chris Bremer :
- Justin Henry : Alex
- Katie Delozier :
- Ron McLarty :
- Jack Fish :
- Noah Moazezi : Eddie
- Gerald L. Monford :